# Cardedal de Torre
Cardedal de Torre fue una localidad de la provincia de Segovia, perteneciente a la Comunidad de Villa y Tierra de Cuéllar, actual comunidad autónoma de Castilla y León, España.
Perteneció al Sexmo de La Mata, y estaba situado en las inmediaciones del río Cega, en su margen derecha, aguas abajo del puente nuevo de Minguela.
Su despoblación se había producido ya en 1403, cuando don Fernando de Antequera ordena al concejo de su villa de Cuéllar reparar el llamado puente de Cardedal, dañado por las crecidas del Cega, a petición del concejo de Torre de don Velasco.
El nombre del despoblado pervivió durante siglos asociado a dicho puente, hundido en el siglo XVII. Posteriormente sus ruinas serían conocidas con el nombre de Puente Caída hasta los tiempos actuales.